# Tigré (Burkina Faso)
Pour les articles homonymes, voir Tigré.
Tigré  est une commune rurale située dans le département de Bindé de la province du Zoundwéogo dans la région du Centre-Sud au Burkina Faso.

## Géographie
Tigré est situé à l'est du département, à 7 km à l'est de Kaïbo-Nord V2 et à environ 25 km à l'est de Bindé.

## Santé et éducation
Le centre de soins le plus proche de Tigré est le centre de santé et de promotion sociale (CSPS) de Kaïbo-Nord V2 tandis que le centre médical (CMA) le plus proche se trouve à Manga.